# ドイツ零年
『ドイツ零年』（ドイツゼロねん、イタリア語: Germania anno zero）は、1948年製作・公開のイタリア映画である。監督はロベルト・ロッセリーニ。

## あらすじ
第二次世界大戦敗戦直後、廃墟のベルリン。「…イデオロギーの変更は犯罪と狂気を創り出す。それは子供の純真な心までも」という字幕。
12歳の少年エドモンド・ケーラーは15歳になっていないことがバレて「仕事泥棒」といわれ、仕事から外される。父、母、姉、それに兄と暮している。父は病弱で咳を繰り返し、「死にたい」という言葉ばかり繰り返している。姉エヴァは夜のキャバレーに出かけて家計を助けている。兄カールは元ナチ党員であることが発覚することを恐れ、定職につかず引きこもっている。収入の乏しい一家にとっては、エドモンドも貴重な働き手であった。家主の秤を売りに行くも簡単に騙される。
エドモンドは、街でかつて小学校の担任だった元ナチ教師エニングと再会する。教師は戦前、父がナチスに反対していたことを正直に話してくれたことを評価していたが、握りつぶしたという。今はヒトラーの演説の録音されたレコードをヤミで連合軍兵士に売りさばく仕事をしており、彼から仕事を与えられたエドモンドは働き始めるが、父から朝帰りしたことを叱られる。その父の病気が悪化し、医者の骨折りで慈善病院に入院。再度仕事を求めたエドモンドにエニングは、「弱い者は強い者に滅ぼされるべき」と言う。エドモンドはエニングのナチ思想に感化され、「死んだらお前たちの邪魔にならない」「この大戦中は第三帝国の崩壊だけを願っていた」と嘆く父に、病院から盗んだ毒を盛る。警察の取り締まりで兄カールが連行されるが、特に罪には問われず帰される。
エドモンドは家を出るが、泥棒仲間には相手にされない。エニングに命令通り父を毒殺したと告げると、「そんなことは命令していない」と驚かれる。街を歩くと、教会から「オンブラ・マイ・フ」が聞こえてくる。父の柩を運んだ車を廃墟のビルから見送り、うろついているうちに、エドモンドはビルから飛び降りた。

## キャスト
- エドモンド・メシュケ：エドモンド（エドモント）
- エルンスト・ピットシャウ：父